# اریک بروک
اریک بروک (به انگلیسی: Eric Brook) بازیکن فوتبال زادهٔ ۲۷ نوامبر ۱۹۰۷ اهل کشور انگلستان بود که سابقهٔ بازی در تیم ملی فوتبال انگلستان را در کارنامهٔ خود دارد. وی در تاریخ ۱۹ اکتبر ۱۹۲۹ نخستین بازی ملی خود را در مقابل تیم ملی فوتبال ایرلند شمالی انجام داد و با حضور در ۱۸ بازی ملی، در تاریخ ۱۷ نوامبر ۱۹۳۷ واپسین بازی ملی‌اش را در برابر تیم ملی فوتبال ولز برگزار کرد.
این بازیکن توانسته در بازی‌های ملی، ۱۰ گل به ثمر برساند.
او ۱۱ سال (۱۹۲۸_۱۹۳۹) در منچستر سیتی حضور داشت. وی با به ثمر رساندن ۱۷۷ گل بعد از سرخیو آگوئرو بهترین گلزن تاریخ منچستر سیتی است. 
او به همراه منچستر‌ سیتی موفق به کسب قهرمانی لیگ ، جام حذفی و جام خیریه شد.

## افتخارات
منچستر سیتی
لیگ دسته اول  انگلستان  ۳۷_۱۹۳۶
جام حذفی انگلستان  ۳۴_۱۹۳۳
جام خیریه انگلستان ۱۹۳۷

تیم ملی انگلستان
جام قهرمانی خانگی انگلستان (۳ بار)